# Közép-Európa Táncszínház
A Közép-Európa Táncszínház (KET) Progresszív. Stílusos. Kortárs.
A KET Magyarország egyik leginnovatívabb tánctársulata. Egyedülálló repertoárjának darabjai aktualitásra és reflektivitásra törekszenek. A mindennapokban felmerülő problémák felvetéséhez és az arra adott válaszok megfogalmazásához a kortárs tánc változatos nyelvét választották. A KET, ahogy ezt nevében is hirdeti, vállalja egy adott földrajzi régióhoz való kötődést, a Kárpát-medence és régiója nemcsak a működésének fő területét, hanem az egyedi mozgásvilágot, témaválasztást is meghatározza.

## Története
A KET nagy múltra tekint vissza: Magyarország elsőként alakult táncszínháza, mely a kortárs táncegyüttesek között a legismertebbek közé tartozik hazánkban és külföldön egyaránt. Jogelődjét 1978-ban alapította a Művelődési Minisztérium a 25. Színházból és a Déryné Színházból egyesített Népszínház tagozataként a Várszínházban. A Népszínház Táncegyüttes sajátos színt képviselt a hazai táncművészetben: a társulat művészi munkájának alapját a folklór jelentette, törekvéseik mégis a korszerű színházi irányzatokhoz közelítettek. A repertoár arcélét Györgyfalvay Katalin művészeti vezető alkotói munkássága határozta meg.
A Népszínház Táncegyüttes vezetését 1988-ban Énekes István és Szögi Csaba vette át. 1989-ben új nevet adtak a Népszínház Táncegyüttesnek, így született meg a Közép-Európa Táncszínház, amely 1991-ig a Népszínház, majd 1996-ig a Budapesti Kamaraszínház tagozataként működött, 1997-ben önállósulva közhasznú egyesületté alakult.
Az együttes 1989 óta, az alapító-igazgató Szögi Csaba vezetésével nyitott műhelyként működik. Fennállása óta több mint 40 koreográfus dolgozott a folyton megújuló társulattal. Olyan művészeket hívnak meg, akik művészi elképzeléseiket nem a bevált és biztonságos formák mozgásnyelvi kliséiben, kliséinek keretében vagy kliséibe burkolózva valósítják meg, hanem a járatlan út veszélyeit is vállalva bátor, sajátos kifejezési eszközökkel hozzák létre előadásainkat. Az alkotók közül hárman művészeti vezetőként is részt vettek a munkában. Énekes István, Köllő Miklós és Horváth Csaba a táncszínház egy-egy korszakát fémjelezték egyedi stílust képviselő előadásaikkal.
1996 szeptemberére a kulturális tárca döntése alapján a volt Bethlen moziba költözött a társulat. 1997-től újra játszóhellyé avatták az addig csak próbahelyként üzemelő Bethlen tér 3. szám alatt működő egykori színházat. Azóta sok-sok bemutató, felejthetetlen színházi este bizonyította, hogy jól döntöttek. 2001-től az általuk alapított Bethlen Galéria havi rendszerességgel fogad be fotókiállításokat. Színház-rehabilitáló, otthonteremtő munkájuk eredményei immár széles körben – külföldön és belföldön egyaránt – ismertek. A hely 2012 januárjától visszanyerte régi elnevezését és újra Bethlen Téri Színház néven működik, melyben oroszlán szerepet vállalt és vállal a táncszínház.
A Közép-Európa Táncszínház 2006 szeptemberében új felállásban kezdte meg szakmai munkáját. Szögi Csaba igazgató új társulatot hívott össze, elsősorban a MU Terminálban frissen végzett fiatal táncosokból, a produkciók elkészítését pedig több alkotóra bízta. Az első évad három markáns koreográfusa (Gergye Krisztián, Duda Éva és Hámor József) többször visszatért a KET műhelyébe, hogy újabb és újabb előadásokat alkosson. Rajtuk kívül lehetőséget kapott az alkotásra a társulattal táncosként induló Katonka Zoltán, Mádi László, Katona Gábor és Virág Melinda is (ez utóbbi kettő immár visszatérő koreográfusa a társulatnak), továbbá Pataky Klári, Réti Anna, Jónás Zsuzsa, Maday Tímea Kinga, Vlad'ka Malá és Kun Attila. 
2013 szeptemberétől 2018 augusztusáig Kun Attila a társulat művészeti vezetője,
2018 szeptemberétől Feledi János a művészeti vezető, aki kidolgozza a következő három év programját, mellette Sóthy Virág lesz a társulat menedzsere, 
2019 szeptemberétől Szögi Csaba igazgató tölti be a művészeti vezetői pozíciót is, aki Mádi Lászlót választja művészeti munkatársának, majd kinevezi művészeti vezetőnek. Mádi 2009 óta a társulat tagja, 2010 óta készít koreográfiákat és előadásokhoz zenéket. As stáb tagjai: Sóthy Virág művészeti menedzser, Fodor Katalin művészeti munkatárs és Horváth Adrienn képzésvetető. 
A Közép-Európa Táncszínház az Egyesült Államoktól Örményországig, Finnországtól Egyiptomig 23 ország 45 városában lépet fel, 160 ősbemutatót tartottak, amelyeket több mint 80 alkotó készített. A KET az első magyar társulat, amely fellépett New Yorkban a Broadway-n.

## Vezetők

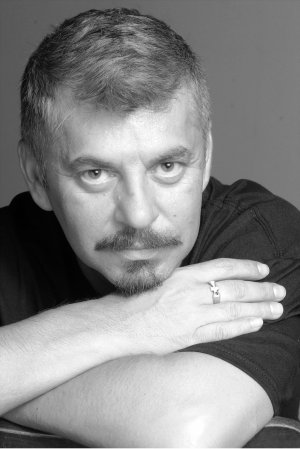
* Szögi Csaba Igazgató
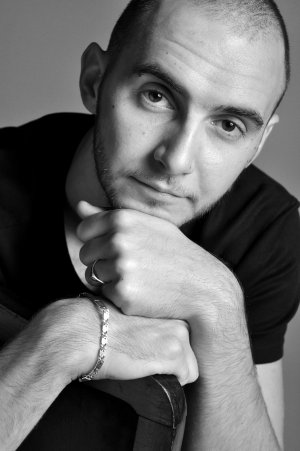
* Mádi László Művészeti vezető
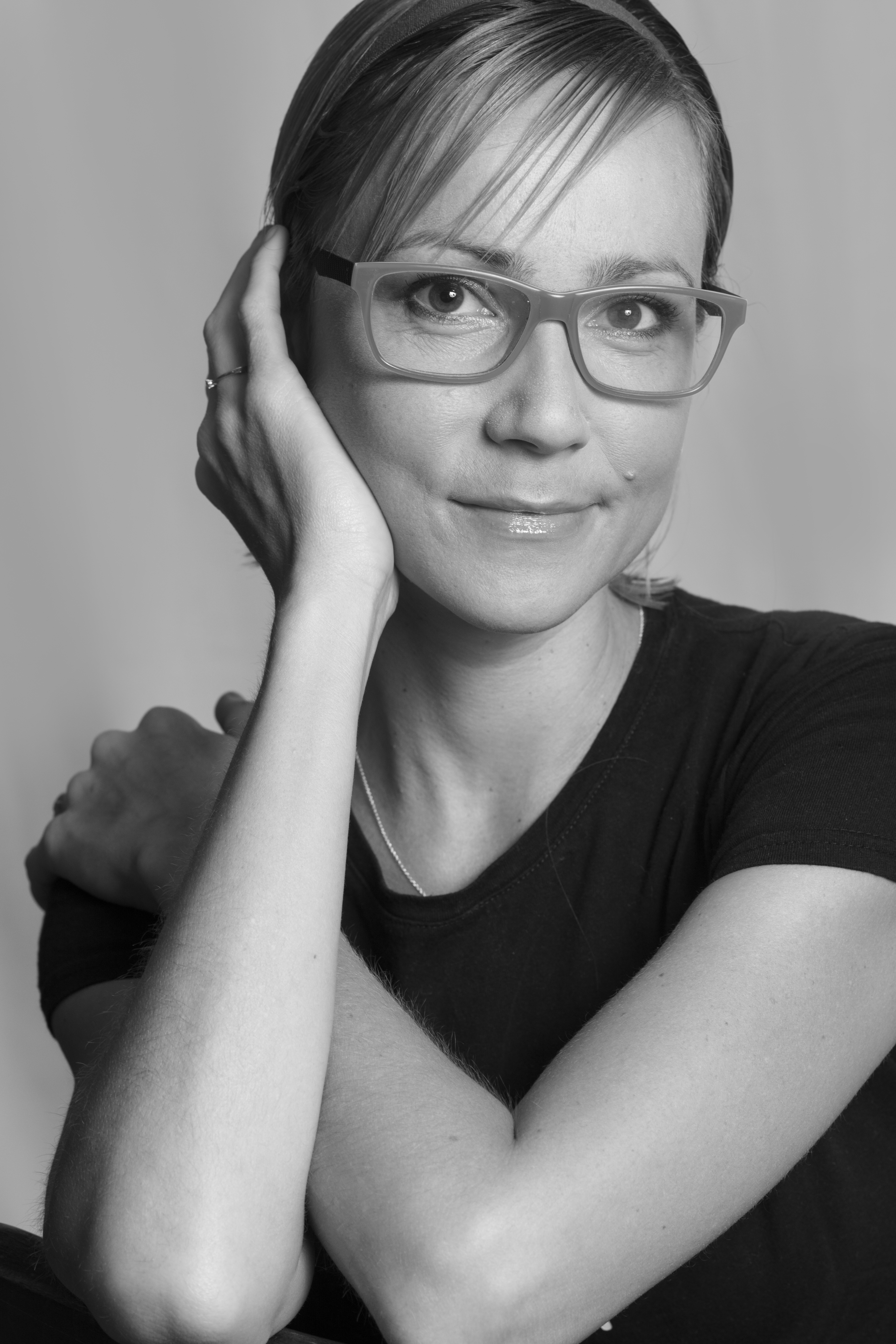
* Sóthy Virág                                                                                                          Művészeti menedzser
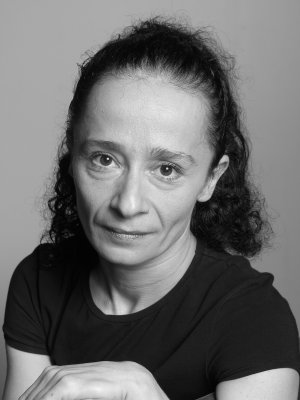
* Fodor Katalin                                                                                                  Művészeti munkatárs

## Külföldi utak
2025
- Lengyelország, Krakkó; Cricoteca; Four Seasons
- Németország, Frankfurt; Four Seasons
- Szlovénia, Ljubljana; Four Seasons
- Horvátország, Zágráb; Four Seasons

2024
- Románia, Arad; Aradi Kamara színház Ioan Slavici Klasszikus Színház nagyterme; Agless Generation
- Románia, Temesvár; Csiky Gergely Állami Színház,; Agless Generation
- Románia, Sepsiszentgyörgy; M Stúdió; Agless Generation
- Lengyelország, Gdansk; Klub Żak; Agless Generation
- Szlovénia, Városi Park, Park Theatre; Agless Generation

2023
- Románia, Temesvár; Csiky Gergely Állami Magyar Színház; Midsummer Night
- Szerbia, Újvidék; Novi Sad Theater Festival; Midsummer Night

2022
- Szerbia, Magyarkanizsa; Regionalni Kreativni Atelje/Regionális Kreatív Műhely; Effigy // Képmás

2021
- Románia, Nagyvárad; Szigligeti Színház Nagyvárad; Térfalók
- Norvégia, Bergen; JOIN IN – international conference on interactive theatre, Cornerteateret; Igaz történet alapján
- Dél-Korea, Szöul; Monotanz Korea; Harslet
- Románia, Nagyvárad; Szigligeti Színház Nagyvárad; Verso
- Horvátország, Zágráb; 39. Dance Week Festival, Histrionski Dom; Verso

2019
- Dél-Korea, Szöul; Monotanz Korea, Sogang University; InSoundOut
- Lengyelország, Krakkó; Roller Coaster Festival, Cricoteca; Special Society
- Románia, Sepsiszentgyörgy; flow fesztivál, M-studio; InSoundOut
- Románia, Sepsiszentgyörgy; flow fesztivál, M-studio; Special Society
- Románia, Sepsiszentgyörgy; M-studio, Háromszék Táncstúdió; Poly
- Románia, Sepsiszentgyörgy; M-studio, Háromszék Táncstúdió; InSoundOut
- Románia, Gyergyószentmiklós; Figura Stúdió Színház; Poly
- Románia, Gyergyószentmiklós; Figura Stúdió Színház; Metamorfózis

2018
- Románia, Székelyudvarhely; Tomcsa Sándor Színház; CINEGEKIRÁLYFI
- Románia, Székelyudvarhely; Tomcsa Sándor Színház; COL-LAB

2017
- Szlovákia, Kassa; Thália Színház; KI VAGY TE KORTÁRSTÁNC?
- Románia, Nagyvárad; Szigligeti Színház; LILITH
- Románia, Nagyvárad; Szigligeti Színház; InSoundOut
- Románia, Székelyudvarhely; Tomcsa Sándor Színház; PEREGRINUS
- Románia, Székelyudvarhely; Tomcsa Sándor Színház; KODÁLY-DIALÓGOK
- Románia, Gyergyószentmiklós: Figura Stúdió; URAIM
- Románia, Gyergyószentmiklós: Figura Stúdió; InSoundOut
- Románia, Gyergyószentmiklós: Figura Stúdió; KI VAGY TE KORTÁRSTÁNC?
- Románia, Nagyvárad; Szigligeti Színház; BARTÓK-SZTAVINSZKIJ EST
- Románia, Nagyvárad; Szigligeti Színház; IGAZ TÖRTÉNET ALAPJÁN (ITA)
- Románia, Nagyvárad; Szigligeti Színház; HORDA2
- Románia, Nagyvárad; Szigligeti Színház;STABAT MATER

2016
- Románia, Sepsiszentgyörgy; ROSSINI: STABAT MATER
- Románia, Nagyvárad; Szigligeti Színház; ROSSINI: STABAT MATER
- Románia, Nagyvárad; Szigligeti Színház; ROSSINI: STABAT MATER
- Románia, Gyergyószentmiklós; Figura Stúdió Színház; K-ARCOK
- Románia, Gyergyószentmiklós; Figura Stúdió Színház; K-ARCOK
- Románia, Nagyvárad; Szigligeti Színház; ROSSINI: STABAT MATER
- Románia, Kolozsvár; Fabrica de Pensule; K-ARCOK
- Románia, Kolozsvár; Fabrica de Pensule; K-ARCOK

2015
- Románia, Gyergyószentmiklós; Figura Stúdió Színház; HORDA, VÁNDORNAPLÓK
- Románia, Marosvásárhely; Marosvásárhelyi Nemzeti Színház; HORDA, VÁNDORNAPLÓK
- Románia, Nagyvárad; Szigligeti Színház; HORDA

2014
- Románia, Sepsiszentgyörgy; Tamási Áron Színház; HORDA
- Románia, Csíkszereda; Csíki Játékszín; HORDA
- Románia, Székelyudvarhely; Tomcsa Sándor Színház, HORDA
- Románia, Gyergyószentmiklós; Figura Stúdió Színház; HORDA

2013
- Románia, Temesvár; Csiky Gergely Állami Magyar Színház; PYRAMIDON
- Románia, Gyergyószentmiklós; Figura Stúdió Színház; PYRAMIDON és LEVITÁCIÓ
- Oroszország, Veliki Novgorod; XII. Kingfesztival; ALTERA PARS
- Bulgária, Szófia; Dance Week Festival; MONOCROSSING
- Bulgária, Plovdiv; Galleries Night; MONOCROSSING
- Bulgária, Várna; Summer Fest; MONOCROSSING
- Szlovénia, Murska Sobota; FRONTA Festival of Contemporary Dance; MONOCROSSING

2012
- Szerbia, Szabadka; Kosztolányi Dezső Színház; ALTERA PARS
- Románia, Gyergyószentmiklós; Dance.movement.theatre Festival; DANSE MACABRE
- Ausztria, Bécs; Theater Brett; Mitteleuropäisches Theaterkaroussel; DANSE MACABRE

2011
- Franciaország, Párizs; Párizsi Magyar Intézet; Café de la Danse; IO SONO
- Németország, Hannover; Nemzetközi Koreográfus Verseny; OCEAN'S FIVE

2010
- USA, Houston; Cullen Theater; Dance Salad Festival; CARNEVAL
- Németország, Dortmund; Theater im Depot; Scene Ungarn in NRW; T.E.S.T.
- Németország, Hannover; Nemzetközi Koreográfus Verseny; T.E.S.T. (Virág Melinda szóló)
- Macedonia, Skopje; Dramski Teatar; Magyar Táncestek; ARÉNA
- Horvátország, Zágráb; Dance Week Festival; ARÉNA
- Szlovákia, Pozsony; Meteorit Theatre Bratislava; ARÉNA
- Olaszország, Cividale del Friuli; Mittelfest; ARÉNA

2009
- Franciaország, Lille; Lille 3000-Europe XXL, Maison Foile de Vazemmes; T.E.S.T.
- Oroszország, Veliki Novgorod; X. Kingfesztival; AZ ISMERETLEN
- Ciprus, Limassol; Rilato Theatre, XII. European Dance Festival; AZ ISMERETLEN

2008
- Oroszország, Kostroma; Diversion Kortárs Tánc Duettek Nemzetközi Fesztiválja; KÁIN-ÁBEL
- Lengyelország, Łódź; XII. Christian Culture Festival; KÁIN-ÁBEL
- Egyiptom, Kairó; CIFET – Kísérleti Színházak 19. Nemzetközi Fesztiválja; ARÉNA
- Ausztria, Bécs; Theater Brett; Mitteleuropäisches Theaterkaroussel; T.E.S.T.

2007
- Oroszország, Veliki Novgorod; IX. Kingfestival; KÁIN-ÁBEL

2006
- Csehország, Prága; Duncan Center Conservatory; KÁIN-ÁBEL
- Lengyelország, Varsó; Direction; Budapest-Warsawa dance Festival; KÁIN-ÁBEL

2005
- Finnország, Kajaani; Kaukametsän kongressi- ja kulttuurikeskus; SZINDBÁD
- Lengyelország, Cieszyn; XXI. No Frontiers International Theatrical Festival; NÉGY ÉVSZAK
- Örményország, Jereván; High Fest International Performing Arts Festival; NÉGY ÉVSZAK

2004
- Lettország, Riga; National Opera House; International Baltic Balett Festival ORFEUSZ TEKINTETE

2003
- Lengyelország, Cieszyn; XIX. No Frontiers International Theatrical Festival; BARBÁROK
- Olaszország, Capistrano; Sylvio Piccolomini Castello; ORFEUSZ TEKINTETE

2002
- Románia, Sepsiszentgyörgy; Szent György Napok; NERO SZERELMEM
- Szlovákia, Rozsnyó; Rozsnyói Nemzetközi Színházi Fesztivál; NERO SZERELMEM
- Románia, Kolozsvár; Tranzit House; BARBÁROK
- Dánia, Koppenhága; EU-csatlakozási ünnepség; TÁNCAINK

2001
- Bosznia-Hercegovina, Szarajevó; IV. Teaterfest; TŰZUGRÁS
- Lengyelország, Krakkó; Państwowa Wyższa Szkoła Teatralna; TŰZUGRÁS
- Ausztria, Bécs; Technische Universität; MEGFAGYOTT TÁNC

2000
- Németország, Heidelberg; Unterwegs Theater; ŐS K.
- Bosznia-Hercegovina, Szarajevó; III. Teaterfest; ŐS K.
- Lengyelország, Bytom; VII. Nemzetközi Tánckonferencia és Előadói Fesztivál; ŐS K.
- Lengyelország, Krakkó; Krakow 2000 Nemzetközi Táncfesztivál; Państwowa Wyższa Szkoła Teatralna; ŐS K.
- Románia, Turné: Sepsiszentgyörgy, Csíkszereda, Székelyudvarhely, Marosvásárhely; SZÉP CSENDESEN

1999
- Egyiptom, Kairó; CIFET – Kísérleti Színházak 11. Nemzetközi Fesztiválja; SZÉP CSENDESEN
- Ausztria, Bécs; Technische Universität; MEGFAGYOTT TÁNC

1998
- Csehország, Cesky Tesin; XIV. No Frontiers International Theatrical Festival; TŰZUGRÁS
- Ausztria, Bécs; Technische Universität; MEGFAGYOTT TÁNC
- Ausztria, Graz; Technische Universität; MEGFAGYOTT TÁNC

1997
- Románia, Bukarest; Bulandra Theatre; LAKODALOM
- Ausztria, Bécs, Technische Universität; MEGFAGYOTT TÁNC

1996
- Ausztria, Bécs; Technische Universität; MEGFAGYOTT TÁNC
- Ausztria, Graz; Technische Universität; MEGFAGYOTT TÁNC

1995
- USA, Turné:
- St. Louis; The Center of Contemporary Arts (COCA); NAPKÖZEL
- New Jersey; YMHA in Wayne; NAPKÖZEL
- New York; Symphony Space Broadway; NAPKÖZEL
- Olaszország, Cividale del Friuli; Mittelfest; VIPERAFÉSZEK;

1994
- Németország, Drezda; TÁNC ESETEK

## Díjak, elismerések
2022
- Mádi László Magyar Bronz Érdemkereszt - állami kitüntetés

2020
- Horváth Adrienn Magyar Ezüst Érdemkereszt - állami kitüntetés
- Szilvási Anna - Fülöp Viktor előadói ösztöndíj

2019
- Szögi Csaba Magyarország Érdemes Művésze
- Közép-Európa Táncszínház Pro Artis Erzsébetváros díj
- Legjobb társulati teljesítmény díj: Közép-Európa Táncszínház - Mádi László: Térfalók című produkciójáért

2018
- Éberhardt Klára - Magyar Ezüst Érdemkereszt - állami kitüntetés
- Fogarasi Zoltán - Magyar Arany Érdemkereszt - állami kitüntetés
- Jakab Zsanett - Fülöp Viktor előadói ösztöndíj
- LILITH - Lábán Rudolf díj nominált

2017
- Szögi Csaba - Pro Urbe Erzsébetváros díj
- Ivanov Gábor - Fülöp Viktor előadói ösztöndíj
- Szögi Csaba - Magyar Érdemrend Tisztikeresztje

2016
- Ivanov Gábor - a XVIII. Veszprémi Tánc Fesztivál Előadói díja K-Arcok: Uraim című előadásában nyújtott teljesítményéért

2015
- Horda2 - A táncművészet jövőjéért különdíj, XVII. Veszprémi Tánc Fesztivál
- Frigy Ádám - Fülöp Viktor előadói ösztöndíj

2014
- HORDA2 - Oktatásfejlesztő és Kutató Intézet Köznevelési Díja a kiemelkedő ifjúsági előadásért (Nemzeti Táncszínház - Káva - KET közös produkció)
- Petrova Ivelin Miroljuba - Fülöp Viktor szakítói ösztöndíj

2013
- Horváth Adrienn - Fülöp Viktor előadói ösztöndíj
- Petrovics Sándor - Fülöp Viktor előadói ösztöndíj
- Kun Attila - Imre Zoltán díj

2012
- ArTeRrOr - XV. Veszprémi Tánc Fesztivál: Maday Tímea Kinga - A Legjobb Koreográfus díja az Ocean's Five. c. koreográfiáért
- Hargitai Mariann - Az Évad Legjobb Női Táncosa – Magyar Táncművészek Szövetsége
- Hámor József - Imre Zoltán díj

2011
- VISSZAVONHATATLAN - A XIV. Veszprémi Tánc Fesztivál:  Jónás Zsuzsa, A legjobb első koreográfia díja, a KET-nek: A legjobb társulat díja
- Katonka Zoltán - Az Évad Legjobb Férfi Táncosa – Magyar Táncművészek Szövetsége
- Virág Melinda - Fülöp Viktor alkotói ösztöndíj
- Jónás Zsuzsa - Fülöp Viktor alkotói ösztöndíj
- Maday Tímea Kinga - Fülöp Viktor előadói ösztöndíj
- ArTeRrOr - Maday Tímea Kinga Ocean's Five című koreográfiája a Budapesti Fringe Fesztivál szakmai díja
- Jónás Zsuzsa - Harangozó Gyula díj

2010
- VALAMI TÖRTÉN(E)T - XIII. Veszprémi Tánc Fesztivál: Pataky Klári koreográfus díj
- VIHAR - XIII. Veszprémi Tánc Fesztivál : A fesztivál fotósának díja
- Duda Éva - Az Évad Legjobb Alkotója – Magyar Táncművészek Szövetsége
- Jónás Zsuzsa - Az Évad Legjobb Női Táncosa – Magyar Táncművészek Szövetsége
- Szögi Csaba - A Táncművészetért díj – Magyar Táncművészek Szövetsége
- Gergye Krisztián - Imre Zoltán díj
- Virág Melinda - Fülöp Viktor koreográfusi ösztöndíj
- Hámor József - Harangozó Gyula díj
- HANGKÉPEK - Lábán Rudolf díj nominált
- VALAMI TÖRTÉN(E)T - Lábán Rudolf díj nominált

2009
- CARNEVAL - XII. Veszprémi Tánc Fesztivál - A legjobb férfi előadó díját nyerte megosztva Katonka Zoltán, Kiss Róbert és Major László
- Szögi Csaba - Imre Zoltán díj
- AZ ISMERETLEN - Veliki Novgorod, Kingfesztival X. Nemzetközi Színházi Fesztivál (Oroszország): A legjobb előadó díj, Palcsó Nóra
- Gergye Krisztián - Harangozó Gyula díj
- Duda Éva - Harangozó Gyula díj

2008
- T.E.S.T. - a T.E.S.T. és a T.E.S.T. II. című előadások a III. Nemzetközi Monotánc Fesztivál fődíja
- KARAVÁN - XI. Veszprémi Tánc Fesztivál - A legjobb koreográfus díj, Hámor József
- T.E.S.T. - Lábán Rudolf díj nominált
- ALTERA PARS - Lábán Rudolf díj nominált
- Katonka Zoltán - Fülöp Viktor ösztöndíj

2007
- Horváth Csaba - Hevesi Sándor díj
- Horváth Csaba - NAGYVÁROSI IKONOK - Lábán Rudolf díj
- Katonka Zoltán - Fülöp Viktor ösztöndíj

2006
- Fodor Katalin - Magyar Köztársaság Arany Érdemkereszt
- KÁIN-ÁBEL - Veliki Novgorod, Kingfesztival IX. Nemzetközi Színházi Fesztivál (Oroszország): A legkifejezőbb előadás díja

2005
- Katona Gábor - Harangozó Gyula díj
- DÓ RÉ MI - III. Országos Gyermekszínházi Szemle (Marczibányi téri Művelődési Központ Budapest): II. díj

2004
- Horváth Csaba - Imre Zoltán díj
- Horváth Csaba - Gundel díj
- Szent-Ivány Kinga - Harangozó Gyula díj
- SZINDBÁD - VII. Veszprémi Tánc Fesztivál: Fesztivál oklevél
- DÓ RÉ MI - VII. Veszprémi Tánc Fesztivál: Fesztivál oklevél
- ORFESUSZ - VII. Veszprémi Tánc Fesztivál: Fesztivál oklevél
- DÓ RÉ MI - II. Kaposvári Gyermek- és Ifjúsági Színházak Biennáléja III. díj
- MEDEIA - THEALTER International - XI. Alternatív Színházi Szemle (Szeged): A legjobb előadás fődíja, A legjobb női előadó fődíja, A legjobb férfi előadó fődíja

2003
- Szögi Csaba - Harangozó Gyula díj
- Horváth Csaba - Az Évad Legjobb Alkotója – Magyar Táncművészek Szövetsége
- BARBÁROK - Cieszyn, 19. „No Frontiers” Nemzetközi Színházi Fesztivál (Lengyelország): II. díj
- BARBÁROK - VI. Veszprémi Tánc Fesztivál: Post Scriptum díj, és a Fotóművészek díja
- ORFEUSZ - THEALTER International - X. Alternatív Színházi Szemle, (Szeged): A legjobb táncszínházi előadás díja

2002
- Szilvási Károly - Harangozó Gyula díj
- NERO SZERELMEM - Rozsnyói Nemzetközi Színházi Fesztivál (Szlovákia): Előadói fődíj
- MANDARIN - V. Veszprémi Tánc Fesztivál: A fesztivál fődíja

2001
- Horváth Csaba - Harangozó Gyula díj
- TŰZUGRÁS - Szarajevó, IV. Teaterfest (Bosznia-Hercegovina): Zenei díj
- NERO SZERELMEM - IV. Veszprémi Tánc Fesztivál: A fesztivál fődíja
- ALKONYODÓ - VII. Alternatív Színházi Szemle (Budapest): A legjobb koreográfia díj
- ALKONYODÓ - IV. Veszprémi Tánc Fesztivál: Előadói díj
- ALKONYODÓ - Fővárosi Önkormányzat Kulturális Bizottságának díja
- MANDARIN - Magyar Stúdiószínházi Műhelyek Fesztiválja: A fesztivál fődíja
- MANDARIN – ODSZE különdíja
- MANDARIN - Fővárosi Önkormányzat Kulturális Bizottságának díja

2000
- ŐS K. (VÁROSI BUSMAN) - Szarajevó, III. Teaterfest (Bosznia-Hercegovina): A legjobb előadás fődíja
- ŐS K. (VÁROSI BUSMAN) - III. Veszprémi Tánc Fesztivál: Előadói díj
- SZARVASHAJNAL - Budapesti Tavaszi Fesztivál, a Kortárs Táncfesztivál: Alkotói díja

1999
- Szögi Csaba - A Magyar Kultúra Lovagja
- TŰZUGRÁS - V. Alternatív Színházi Szemle (Budapest), fődíja (Fővárosi Közgyűlés Kulturális Bizottsága)
- SZÉP CSENDESEN - II. Veszprémi Tánc Fesztivál: A zsűri zenei díja
- SZÉP CSENDESEN - Kairó, CIFET – Kísérleti Színházak 11. Nemzetközi Fesztiválja (Egyiptom): A zsűri INNOVATIV díja

1998
- Szögi Csaba - Magyar Köztársasági Érdemrend Kiskeresztje (Lovagkereszt)

1996
- Fodor Katalin - Harangozó Gyula díj